# Вестберг, Карин
Карин Хелена Вестберг (швед. Carin Helena Wästberg; 1859—1942) — шведская художница по текстилю.

## Биография
Родилась 5 июня 1859 года в Венерсборге, была дочерью священника Ханса Эфраима Вестберга и его жены Анны, урождённой Андерсдоттер. Выросшая со своими братьями и сестрами в образованной семье, с 1880 по 1885 год Карин изучала ремесла в стокгольмском колледже Констфак. Там вместе с однокурсницей Марией Видебек она основала текстильную компанию Widebeck och Wästberg. Установив прекрасные дружественные отношения, они руководили компанией и прожили вместе всю оставшуюся жизнь до смерти Видебек в 1929 году.
С 1887 года Карин Вестберг работала дизайнером моделей в ассоциации Handarbetets vänner. Благодаря заработанному гранту, в 1891 году вместе с Марией Видебек она провела три месяца в Англии, где проявила особый интерес к работе текстильного дизайнера Уильяма Морриса (1834—1896), реализовав его подход к декоративно-прикладному искусству в Швеции.
В результате внутренних споров в Handarbetets vänner, в 1904 году подала в отставку с поста главы ассоциации Агнес Брантинг. Карин Вестберг стала в 1904 году художественным руководителем ассоциации и была её директором с 1910 года до выхода на пенсию в 1930 году. Именно под её руководством несколько самых значительных шведских художниц по текстилю работали в качестве дизайнеров; в их число входили Майя Шёстрём, Агда Остерберг и Анни Фрюкхольм.
Вместе с Майей Шёстрём Карин Вестберг в 1905 году разработали упрощенную технику ткачества, благодаря чему обивка стала производиться намного быстрее. Работы в этой новой технике были выполнены для часовни Густава Адольфа в Люцерне, Швейцария. Одним из самых выдающихся творений Вестберг было её льняное полотно высокого качества Värdinge fuga 1904 года, купленное королевой Викторией на выставке в Санкт-Петербурге в 1908 году.
Карин Вестберг умерла 9 апреля 1942 года в Стокгольме. Она похоронена на старом кладбище в городе Скара.
Вместе с Марией Видебек она была удостоена нескольких премий и наград. Её работы представлены в Стокгольме в Национальном музее Швеции, Музее северных стран, Халльвюльском музее и музее Armémuseum.